# Génie industriel
 (juin 2025).

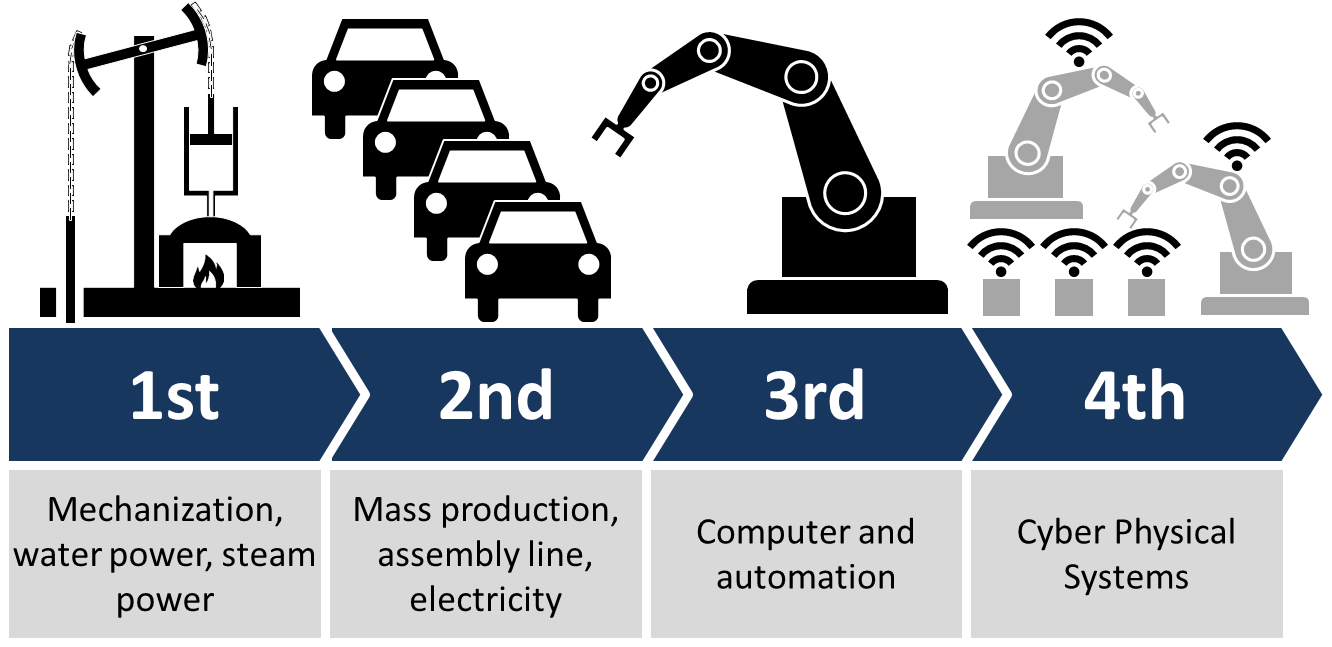
Génie industriel, du XIX jusqu'à l'Industrie 4.0 du XXI

Selon l'American Institute of Industrial Engineers, « Le génie industriel englobe la conception, l'amélioration et l'installation de systèmes intégrés. Il utilise les connaissances provenant des sciences mathématiques, physiques et sociales, ainsi que les principes et méthodes propres au “génie” ou, à l'art de l'ingénieur, dans le but de spécifier, prédire et évaluer les résultats découlant de ces systèmes. » On peut résumer tous les domaines qui touchent au génie industriel par la phrase : « Optimisation des performances globales de l'entreprise. »
Cette discipline a été réintroduite en France au début des années 1990, mais les travaux précurseurs de Henri Fayol, Henry Le Chatelier ou encore Charles de Fréminville sont bien plus anciens. 
Le terme ingénierie est un terme introduit de manière récente dans la langue française où il se substitue parfois au terme « génie » désignant l’art de l’ingénieur. L’ingénierie désigne un ensemble d’activités qui s’associent afin de pourvoir aux besoins d’un client : définition et analyse des besoins, études de conception et réalisation d’un projet.

## Définition
L’objectif visé par la formation en génie industriel est d’offrir aux différents secteurs de l'économie (production manufacturière, petites et moyennes entreprises, services, bureaux d’études, banques…) des ingénieurs capables de concevoir, gérer, organiser et optimiser le fonctionnement des systèmes complexes de production de biens ou de services, systèmes qui intègrent à la fois les ressources humaines, financières, matérielles et immatérielles et les flux de matières, matériaux, énergies et informations… Afin d’assurer cette mission, la formation de l’ingénieur en génie industriel associe une bonne maîtrise de la science et de la technologie et la compétence en matière de gestion et d’économie d’entreprise, grâce à une pluridisciplinarité, une ouverture d’esprit et une bonne connaissance des outils mathématiques et informatiques permettant d’appréhender les différents aspects et les composantes d’un projet ou d’un système industriel.

## L'ingénierie de procédés industriels
Dans le cadre de l’ingénierie de procédés industriels le projet à réaliser est un ouvrage (système, usine, site industriel).
Pour appréhender la complexité de ces projets, un client (maître d’ouvrage) fait appel à une société d’ingénierie (maître d’œuvre).
La société d’ingénierie se charge de coordonner les différents corps de métiers intervenant sur le projet dans le respect du cahier des charges contractuel.
C’est une activité en évolution permanente du fait d’une intense compétition internationale.

### Histoire
Les efforts visant à appliquer la science à la conception des processus et des systèmes de production ont été faites par de nombreuses personnes dans les XVIIIe et XIXe siècles. Ils ont pris un certain temps à évoluer et à être synthétisés dans les disciplines que nous étiquetons avec des noms tels que le génie industriel, génie de la production ou l'ingénierie des systèmes. Par exemple, des précurseurs du génie industriel se sont intéressés à certains aspects de la science militaire et de la quête du développement de la fabrication en utilisant des pièces interchangeables (technologies de groupe), du développement du système production, etc.; l'œuvre d'Henri Fayol et ses collègues (qui a grandi dans un mouvement plus large appelé Fayolism); et l'œuvre de Frederick Winslow Taylor et ses collègues (qui a grandi dans un mouvement plus large appelé gestion scientifique). Dans la fin du XIXe siècle, ces efforts ont commencé à informer le conseil et l'enseignement supérieur. L'idée de la consultation d'experts sur le génie des procédés a naturellement évolué vers l'idée d'enseigner les concepts comme programme.
Des cours en génie industriel ont été enseignés par plusieurs universités en Europe à la fin du XIXe siècle, y compris en Allemagne, en France, au Royaume-Uni et en Espagne. [1] Aux États-Unis, le premier département de l'ingénierie et de la fabrication industrielle a été créé en 1909 à l'Université d'État de Pennsylvanie. Le premier doctorat en génie industriel a été décerné en 1930 par l'Université de Cornell.
En général, on peut dire que les fondements de l'ingénierie industrielle tels qu'ils apparaissent aujourd'hui, ont commencé à être construite au XXe siècle. La première moitié du siècle a été caractérisée par un accent sur l'accroissement de l'efficacité et de la réduction des coûts des organisations industrielles.
En 1909, Frederick Taylor a publié sa théorie de la gestion scientifique, qui comprenait précisément l'analyse du travail humain, la définition systématique des méthodes, des outils et de la formation pour les employés. Taylor a traité le temps en utilisant des minuteries, a réglé des temps standards et a réussi à augmenter la productivité tout en réduisant les coûts de main-d'œuvre et en augmentant les salaires des employés.
En 1912, Henry Laurence Gantt élaborait  le diagramme de Gantt qui décrit les actions de l'organisation ainsi que leurs relations. Ce tableau permettra plus tard à Clark Wallace de concevoir la forme que nous connaissons aujourd'hui.
Les chaînes de montage d'usine : voiture en mouvement de Henry Ford (1913) a représenté un bond en avant significatif dans le domaine. Ford a réduit le temps d'assemblage d'une voiture de plus de 700 heures à 1,5 heure. En outre, il a été un pionnier de l'économie du bien-être capitaliste (« capitalisme social ») et les moyens de fournir des incitations financières aux employés afin d'accroître la productivité.
Un système complet de gestion de la qualité (TQM) a développé dans les années quarante et pris de l'ampleur après la Seconde Guerre mondiale et a fait partie de la reprise du Japon après la guerre.
En 1960 et 1975, avec le développement des systèmes d'aide à la décision dans l'offre telles que le MRP, l'accent peut être mis sur le problème de synchronisation (stocks, la production, le malaxage, le transport, etc.) de l'organisation industrielle. Un scientifique israélien, le docteur Jacob Rubinovitz a installé le programme GMAO développée dans IAI et Control-Data (Israël) en 1976 en Afrique du Sud et dans le monde.
Dans les années 1960, avec la pénétration des théories de gestion japonaises tels que Kaizen et Kanban, a été transféré à mettre en évidence les questions de qualité, délais de livraison et la flexibilité.
Dans les années 1990, à la suite du processus de mondialisation de l'industrie mondiale, l'accent a été mis sur la gestion de la chaîne d'approvisionnement, et orientée vers le client la conception des processus d'affaires. La théorie des Contraintes mise au point par un scientifique israélien Eliyahu M. Goldratt  (1985) est également une étape importante dans le domaine.

### Phases et métiers
L’ingénierie couvre différentes phases dont les principales sont les suivantes :
commerciale, conception, études détaillées et achats, construction et mise en route ainsi que réception finale.
Dans toutes ces phases, différentes compétences techniques sont mises en œuvre.
a) La phase commerciale correspond à l’activité de prospection de futurs contrats, et de réponse aux appels d’offres au niveau technique et commercial.

b) La phase d’études conceptuelles consiste à définir les choix de procédés ainsi que la faisabilité de réalisation du projet sous l'angle du coût et des délais.

c) La phase d’études de détail consiste à produire l’ensemble de documents nécessaires à la réalisation du projet.

d) La phase achats consiste à acheter les équipements définis lors de la phase d’étude de détail et à les livrer sur le site de construction.

e) La phase construction démarre par le choix des sous-traitants de construction et leurs suivis sur le site, jusqu'à la préparation de la mise en route.

f) La mise en route constitue l’ensemble des activités de mise en production des unités et leurs tests de performances.

g) La réception de l’ouvrage est l’étape finale de transfert des unités au client.

Les métiers de l’ingénierie sont très variés. On peut citer notamment le procédé, le génie civil, la structure métallique, l’installation et tuyauteries, la sécurité et l’environnement, la mécanique, l’électricité et l’instrumentation, l’architecture, génie climatique…

L’ingénierie requiert des compétences complémentaires indispensables à la réussite d’une réalisation, études, achats et construction, comme le planning, l’estimation, le juridique, les contrats, financier, fiscal, assurances ainsi que le contrôle de coûts.

### L’ingénierie face à ses défis

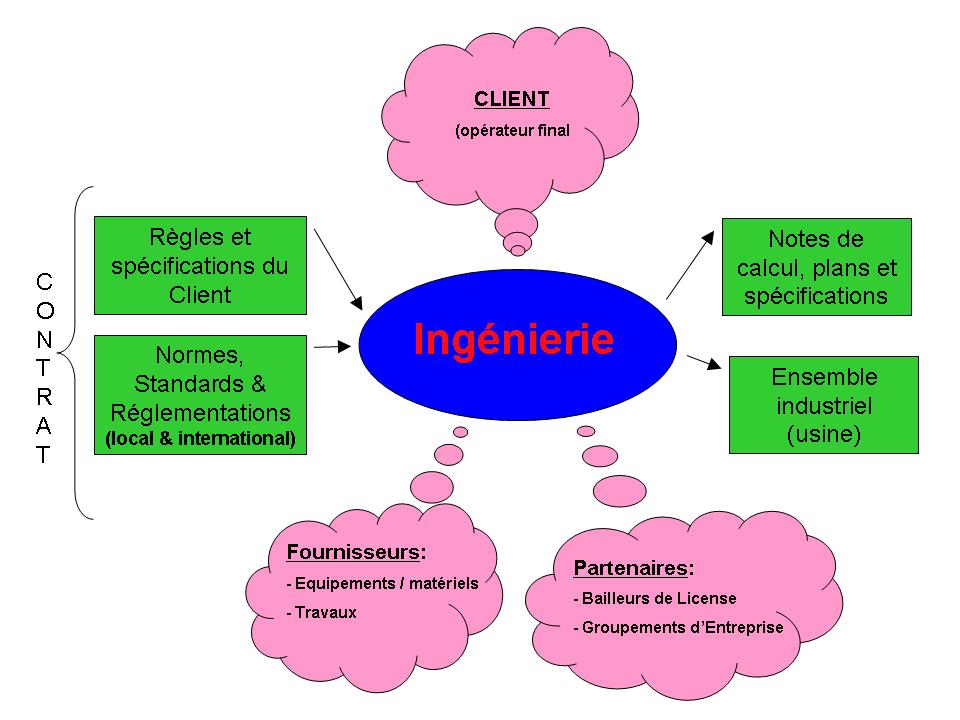
Interfaces et exigences en ingénierie

En partant de données d’entrées multiples, l’ingénierie produit des documents (notes de calculs, plans, spécifications) en prenant en compte l’ensemble des contraintes provenant des interfaces avec son client, ses fournisseurs et différents partenaires, afin de réaliser la construction d’ensembles industriels complexes :

En préalable au lancement du projet, il convient de trouver un financement pour le contrat si le client le demande.

Les exigences principales sont indiquées dans un  cahier des charges qui définit :

a) le contrat

b) le budget

c) l'échéancier,

d) la qualité,

e) Hygiène, sécurité et les impositions liées à l'environnement,

f) Contexte local (géographie, règlementation, environnement social, qualification de la main d’œuvre…),

g) Règlementation internationale.

### Les secteurs d'application
Les domaines de l’ingénierie de procédés industriels sont très variés. On peut citer, entre autres :
- Parapétrolier (en anglais « Oil & Gas »)
  - Procédés de production onshore (installations sur terre ferme), offshore et sous-marins (installations en mer, plates-formes)
  - Raffinage : processus de transformation à partir du pétrole brut pour obtenir des dérivés de base
  - Gaz : traitement/liquéfaction/production
  - Pétrochimie : processus de transformation pour l’obtention des dérivés complexes
- Nucléaire : production, transformation et transport d’énergie produites à partir de matières fissiles
- Énergies renouvelables : production, transformation et transport d’énergie produite à partir de sources non fossiles (hydroélectrique, solaire, géothermique, éoliennes, biomasse, etc.)
- Chimie : processus chimique de transformation à partir de matières premières
- Pharmacie : processus pour la production des médicaments et autres produits pharmaceutiques
- Biologie : industries médicales et bio-médicales
- Ciment : production de liants hydrauliques à base de matières premières minérales
- Papeterie : processus de fabrication à partir de cellulose (papier, emballage, cartons, etc.)
- Agroalimentaire : production de produits alimentaires élaborés à partir des matières alimentaires de base
- Mines, métaux et minéraux : extraction de minerais et production de métaux et minéraux purifiés à partir de ces minerais
- Automobile
- Aéronautique : aviation, aérospatiale
- Informatique
- Militaire
- Électronique